# The Devil's Chord
«The Devil's Chord» es el segundo episodio de la decimocuarta temporada de la serie de televisión británica de ciencia ficción Doctor Who. Se estrenó en junto con "Space Babies" en BBC iPlayer y Disney+ el 11 de mayo de 2024. Ncuti Gatwa interpreta el Decimoquinto Doctor con Millie Gibson como Ruby Sunday, mientras que Jinkx Monsoon también es la estrella invitada como el antagonista. Fue escrito por Russell T. Davies, dirigido por Ben Chessell. 
El episodio sigue el Doctor y Ruby en 1963, quienes van a ver a la banda de rock británica Los Beatles, pero descubren que el mundo ha perdido interés en la música cuando se enfrentan al misterioso Maestro.

## Historia
En 1925, un profesor de piano muestra a su alumno el "acorde del diablo", que convoca a un ser llamado Maestro, quien consume la esencia musical del maestro, matándolo en el proceso.
A petición de Ruby, el Doctor la lleva a 1963 para ver a los Beatles grabar su primer álbum en EMI Recording Studios, pero se sienten decepcionados durante una sesión de grabación con la banda mientras cantan una canción mal compuesta sobre el perro de Paul McCartney. Después de ver sesiones similares con Cilla Black y una orquesta, hablan con John Lennon y McCartney y descubren que el mundo ha perdido el gusto por la música.
Temiendo los impactos de la falta de música en la humanidad, el Doctor hace que Ruby toque una canción en un piano que convoca al Maestro, quien emerge del piano mientras se ríe. El Doctor reconoce esta risa como la misma risita del Juguetero.
Después de escapar de Maestro, el Doctor lleva a Ruby de regreso al 2024, descubriendo las ruinas de London en un invierno nuclear. Maestro aparece y explican que planean erradicar toda la vida del universo, dejando solo los tonos eólicos. Maestro afirma que para derrotarlos, el Doctor necesitaría encontrar el acorde correcto para desterrarlos, pero cree que es incapaz de hacerlo.
El Doctor y Ruby regresan a 1963 y Maestro ataca a Ruby. Maestro afirma que esta música estuvo presente en la noche de su nacimiento, diciendo que este poder es el del "Mayor". Tocando el piano de Sra. Mills, el Doctor intenta encontrar el acorde que desterrará al Maestro pero no puede encontrar la nota final del acorde. Maestro envía el piano fuera de la habitación, atrapando al Doctor y a Ruby dentro de instrumentos musicales.
Lennon y McCartney llegan afuera y descubren el piano, con las notas descubiertas del acorde flotando sobre él. Pueden completar el acorde, lo que hace que el piano arrastre a Maestro hacia adentro, liberando al Doctor y a Ruby. Antes de que la tapa se cierre, atrapándolos, Maestro presagia la llegada de "El que espera" al Doctor y la música regresa.

### Continuidad
El Doctor le dice a Ruby que en 1963 vivía en Shoreditch con su nieta Susan Foreman, como se ve en el primer episodio, An Unearthly Child (1963), donde el Primer Doctor y Susan vivían en la TARDIS en un depósito de basura en Shoreditch.  El Doctor piensa sobre el destino de Susan después del genocidio de los Señores del Tiempo en "The Timeless Children" (2020). 

## Producción
El título del episodio se reveló en diciembre de 2023 en la revista Doctor Who, antes de la revelación del resto de los episodios de la decimocuarta serie el 31 de marzo de 2024.
"The Devil's Chord" fue escrito por Russell T Davies. Davies dijo que el episodio sería el primero de muchos en presentar a dioses en guerra.  El episodio tiene un chiste sobre música diegética .  Según Davies, la broma no fue bien recibida por el equipo de producción que sugirió que era eliminarla. 
El episodio fue dirigido por Ben Chessell y fue filmado en mayo de 2023.
Jinkx Monsoon aparece como Maestro.  Susan Twist aparece como una dama del té. Twist apareció como un personaje diferente en cada episodio desde "Wild Blue Yonder" (2023).
El episodio presenta muchos cameos, incluidos Shirley Ballas y Johannes Radebe. La ex diseñadora de vestuario de Doctor Who, June Hudson, hace un cameo como una anciana que el maestro mata. El compositor Murray Gold también hace un cameo, tocando brevemente el piano en el número musical final. 

## Transmisión y recepción

### Transmisión
"The Devil's Chord" era transmitió en BBC One el 11 de mayo de 2024, inmediatamente después de, " Space Babies ". Los episodios recibieron una proyección exclusiva para los críticos el 6 de mayo.  El episodio se transmitió simultáneamente en BBC iPlayer y Disney+ a nivel internacional.
Las cifras de visualización nocturna estimaron que "The Devil's Chord" fue visto por 2,4 millones de personas en su primera transmisión de BBC One, 200.000 menos que el episodio anterior.  Louise Griffin de Radio Times atribuyó los bajos índices de audiencia al estrenó del episodio en BBC iPlayer ya mero 20 horas antes. 

### Recepción de los críticos
El agregador de reseñas sitio Rotten Tomatoes, el episodio tiene un 92% con 12 críticos dieron al episodio una reseña positiva.En Metacritic , el estreno de la temporada de dos episodios recibió una calificación de 72 sobre 100 basada en 18 críticas, lo que indica "críticas generalmente favorables".
Al escribir sobre los dos primeros episodios de la serie, Will Salmon de Total Film dio cuatro de cinco estrellas, encontrando que "The Devil's Chord" estaba "en un terreno más seguro y un episodio más obviamente agradable al público." Escribió que Gatwa and Gibson fueron brillante y Jinkx Monsoon "crepita con energía malévola". 
Hoai-Tran Bui escribinendo para Inverse, estaba más mezclada, describiendo el episodio como, "una combinación intrigante de ciencia ficción de alto concepto con alto nivel que ofrece una mirada prometedora a cómo podría ser esta nueva era de Doctor Who".